# Alberto Montaño
Alberto Montaño (Esmeraldas, 23 marzo 1970) è un ex calciatore ecuadoriano, di ruolo difensore.